# Ribosildiidronicotinamide deidrogenasi (chinone)
La ribosildiidronicotinamide deidrogenasi (chinone) è un enzima appartenente alla classe delle ossidoreduttasi, che catalizza la seguente reazione:
11-(β-D-ribofuranosil)-1,4-diidronicotinamide + un chinone ⇄ 1-(β-D-ribofuranosil)nicotinamide + un idrochinone
L'enzima è una flavoproteina. A differenza della NAD(P)H deidrogenasi (chinone) (numero EC 1.6.5.2), questa chinone reduttasi non è in grado di utilizzare NADH o NADPH. Essa utilizza piuttosto le N-ribosil- e le N-alchildiidronicotinamidi. Gli idrocarburi policiclici aromatici (come il benz[a]antracene) ed estrogeni come il 17β-estradiolo ed il dietilstilbestrolo sono potenti inibitori dell'enzima. Il dicumarolo è invece un inibitore più blando. L'enzima può catalizzare riduzioni sia a 2 che a 4 elettroni, mentre gli accettori ad un elettrone, come il ferrocianuro di potassio, non possono essere ridotti.